# Tiencsin–Csinhuangtao nagysebességű vasútvonal
A Tiencsin–Csinhuangtao nagysebességű vasútvonal (kínai írással: 津秦客运专线 vagy 津秦高铁)  kétvágányú, 25 kV 50 Hz-cel villamosított, nagysebességű vasútvonal Kínában. A vonal Tiencsin és Csinhuangtao között épült meg, 261,2 kilométer hosszan. A vonal 2013. december 1-én nyílt meg. A vonatok legnagyobb sebessége a vonalon 350 km/h.